# Hoosier Group

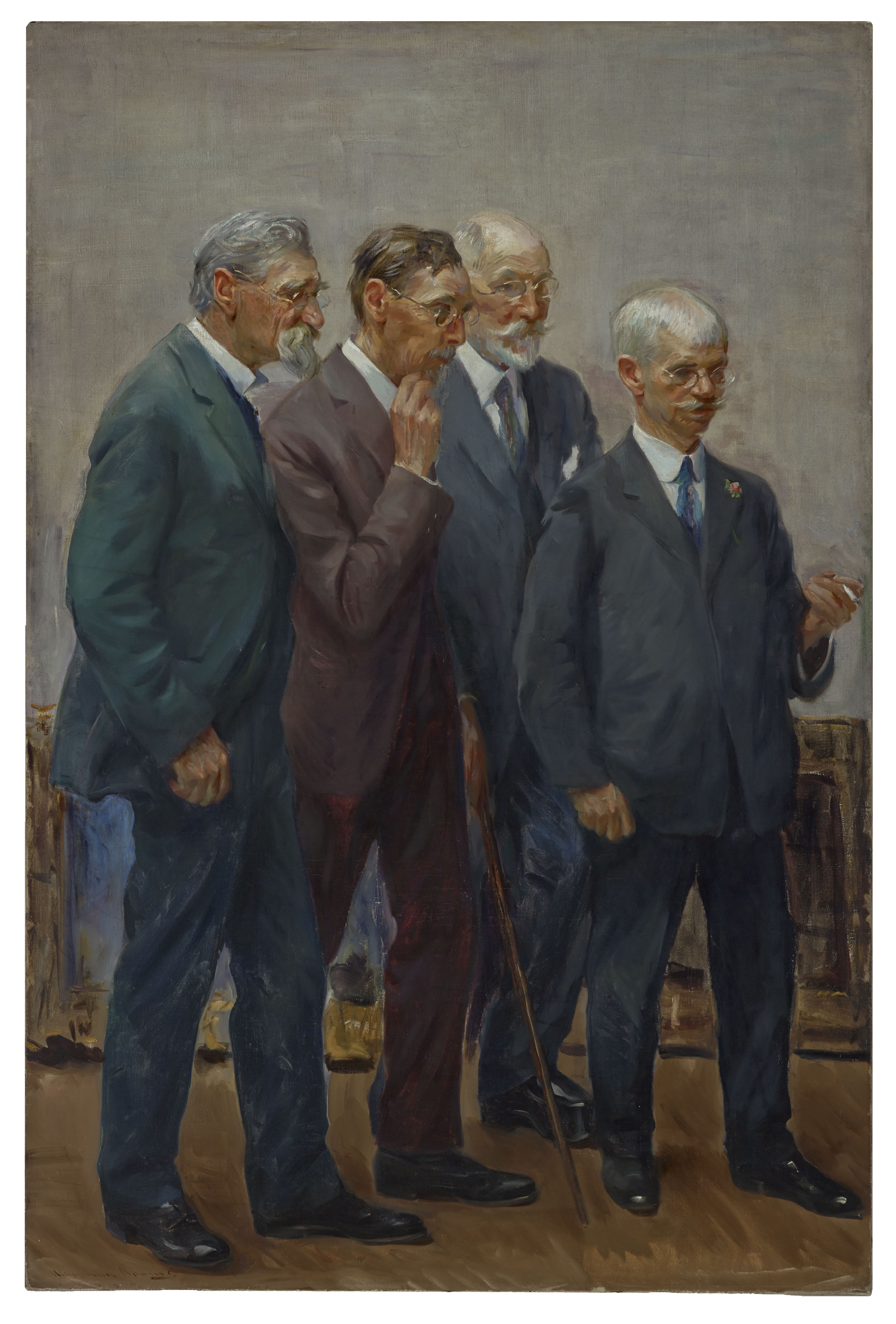
Vier der fünf Künstler der Hoosier Group auf dem Gemälde The Art Jury von Wayman Elbridge Adams. Von links nach rechts sind Steele, Stark, Adams und Forsyth zu sehen. Gruelle war zum Zeitpunkt der Entstehung des Bildes bereits verstorben.

Die Hoosier Group (als „Hoosier“ bezeichnen sich die Einwohner von Indiana) war eine informelle Künstlergruppe aus dem US-Bundesstaat Indiana. Sie bestand aus den fünf Malern T. C. Steele, J. Ottis Adams, William J. Forsyth, Richard Gruelle und Otto Stark. Sie waren im späten 19. und frühen 20. Jahrhundert tätig und gelten als bedeutende Vertreter des amerikanischen Impressionismus im Mittleren Westen der Vereinigten Staaten. Die Künstler verband ein gemeinsames Ziel: Sie wollten die lokale Landschaft Indianas zu einem würdigen Motiv der bildenden Kunst erheben. Dabei ließen sie sich von ihrem Studium an der Münchner Kunstakademie sowie von europäischen Maltraditionen inspirieren. Ihr Wirken hatte maßgeblichen Einfluss auf die Entwicklung einer eigenständigen Kunstszene in Indiana und im weiteren Mittleren Westen. Mit dem Aufkommen der Moderne nach der Armory Show im Jahr 1913 verlor ihr Gruppenstil an Popularität.

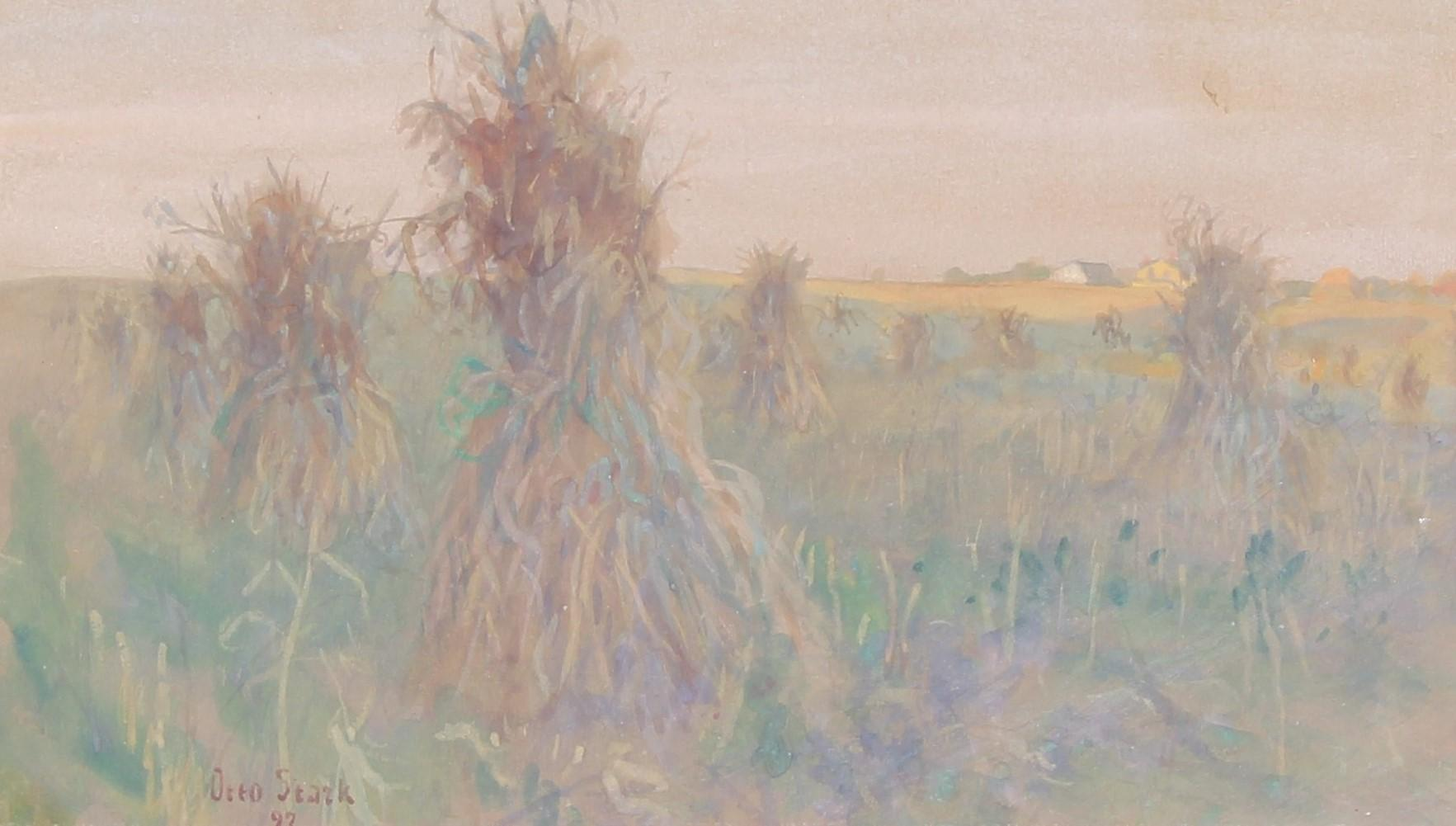
Otto Stark: Indiana Cornshocks Landscape, 1897.

## Geschichte

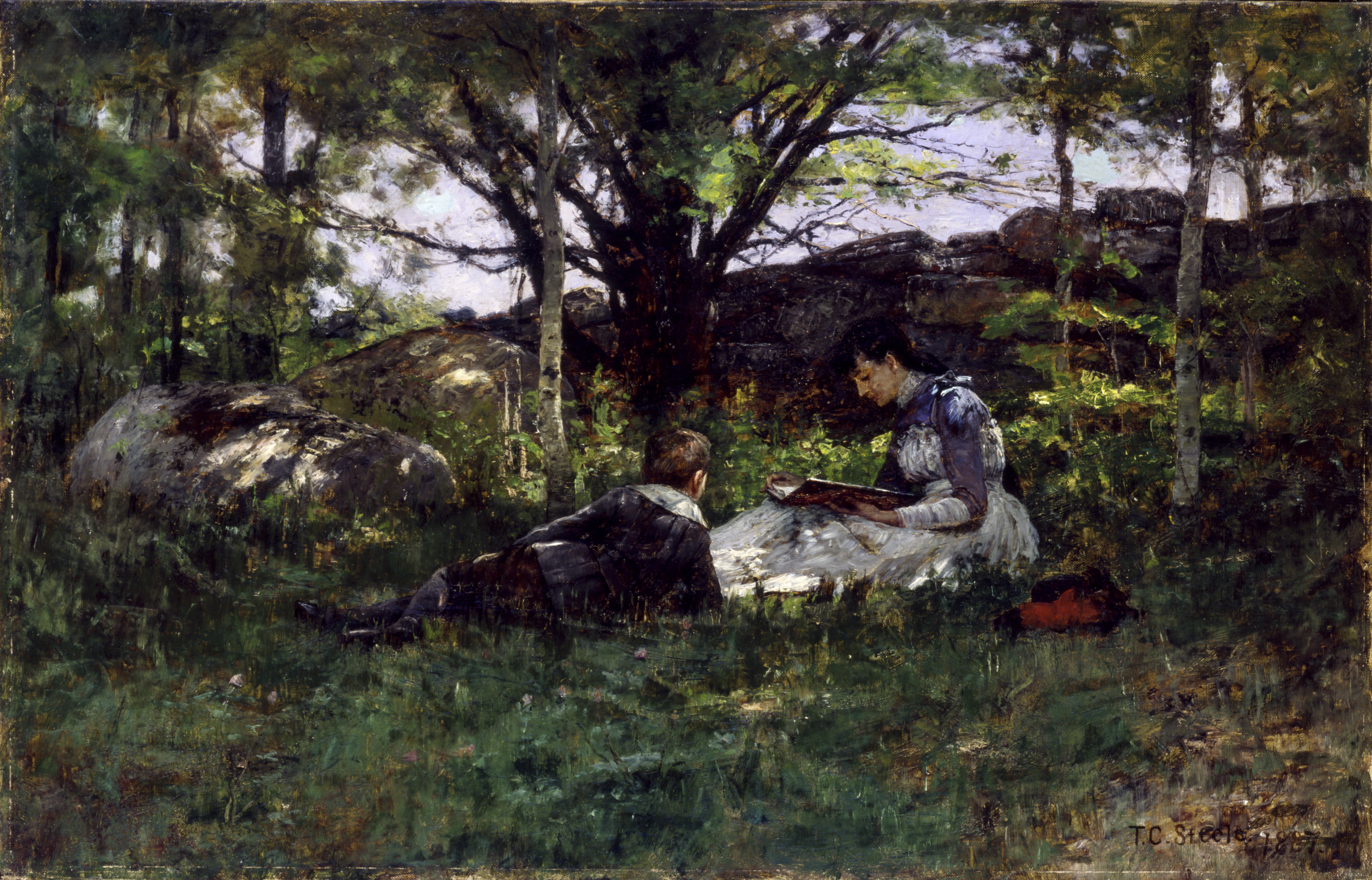
Theodore Clement Steele: A June Idyl, 1887. Indianapolis Museum of Art

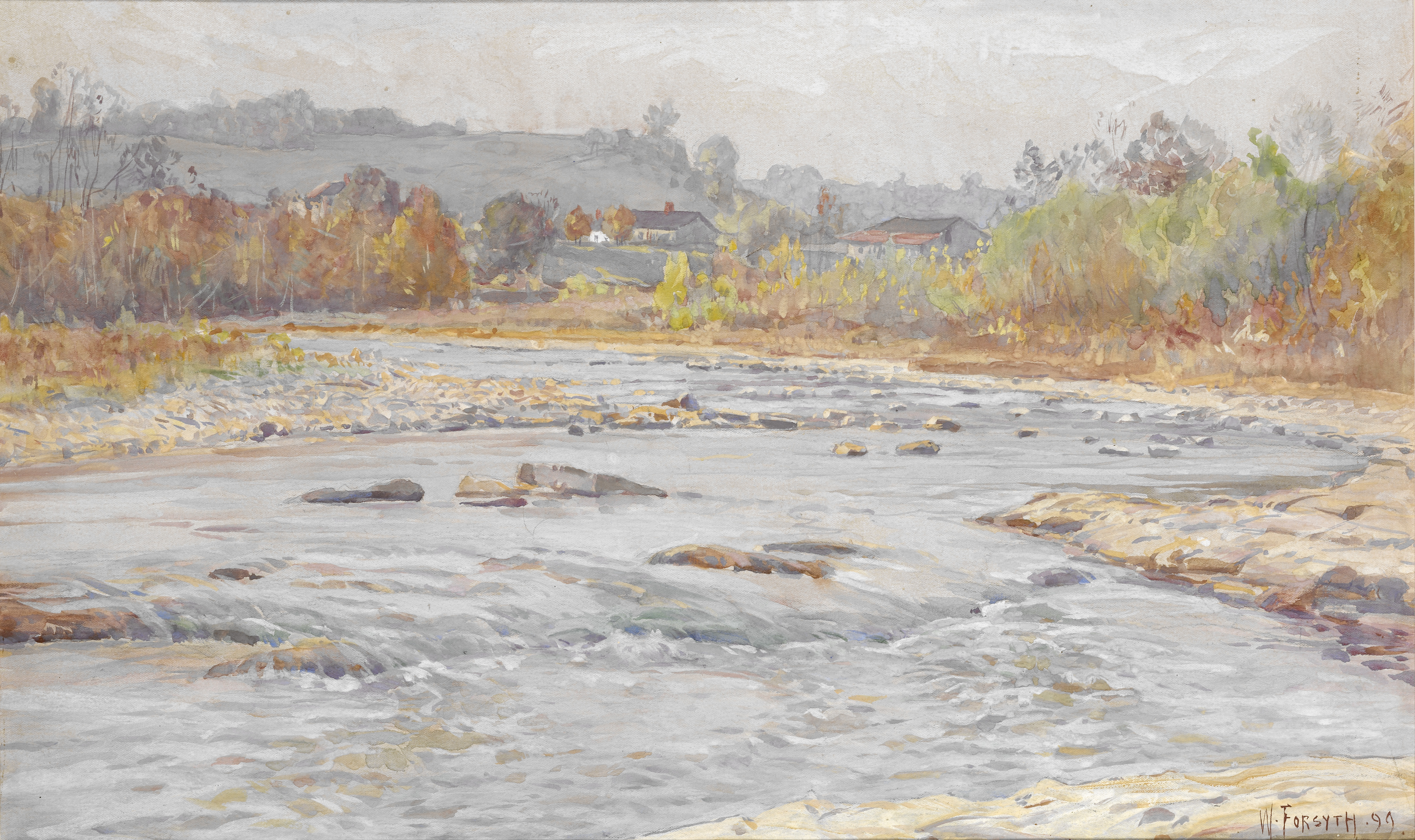
William J. Forsyth: Whitewater Rapids, 1899. Indianapolis Museum of Art

Die Hoosier Group wurde in den frühen 1890er Jahren gegründet. Die fünf Maler T. C. Steele, Richard Gruelle, William J. Forsyth, J. Ottis Adams und Otto Stark hatten zuvor ab 1880/1882 zunächst an der Kunstakademie in München studiert. Im Jahr 1894 fand in Chicago eine Ausstellung mit dem Titel „Five Hoosier Painters“ statt, bei der ein Kritiker die Gruppe erstmals als „Hoosier Group“ bezeichnete. Ein formelles Bündnis bildeten sie nicht, doch verband sie eine gemeinsame Inspiration durch europäische Studien sowie die Leidenschaft für die Landschaft ihrer Heimat. Die Hoosier Group gilt als bedeutender Teil der amerikanischen Impressionismusbewegung und als Wegbereiter einer eigenständigen Kunsttradition im Mittleren Westen der USA. Ihre Werke trugen wesentlich zur kulturellen Identität Indianas bei und werden heute in bedeutenden Museen des Bundesstaates sowie darüber hinaus ausgestellt.

### Historischer Hintergrund

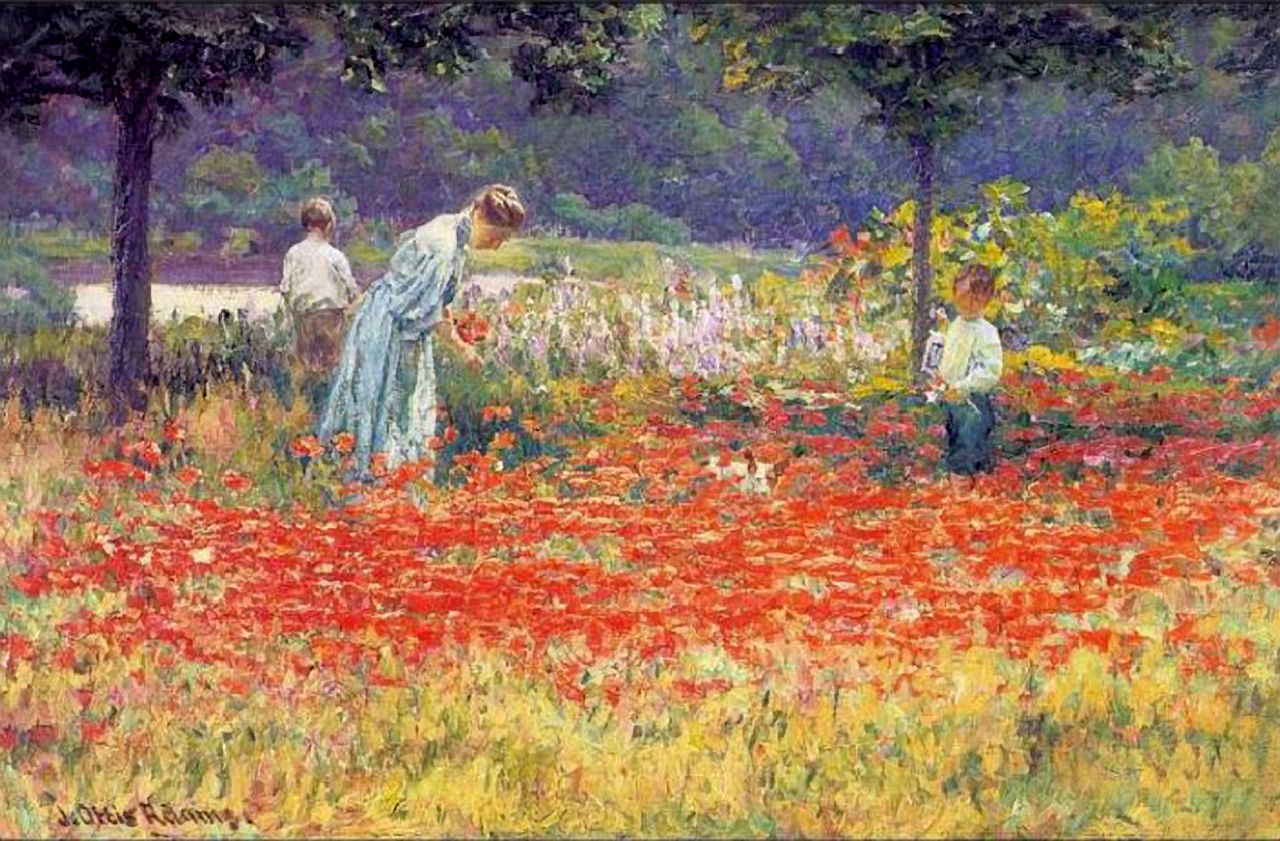
John Ottis Adams: Coquelicots

Im frühen 19. Jahrhundert erlebte der Mittlere Westen der Vereinigten Staaten einen starken Bevölkerungszuwachs durch Siedler aus dem Osten. Indiana wurde 1816 offiziell US-Bundesstaat. In der zweiten Hälfte des 19. Jahrhunderts entwickelte sich die Region wirtschaftlich stark, besonders Indianapolis mit seiner aufstrebenden Industrie, zu der die Pharma- und Automobilwirtschaft gehörten. Diese wirtschaftliche Entwicklung führte zur Entstehung einer wohlhabenden Schicht, die sich für Kunst interessierte und als Mäzen fungierte.

### Einfluss des Impressionismus

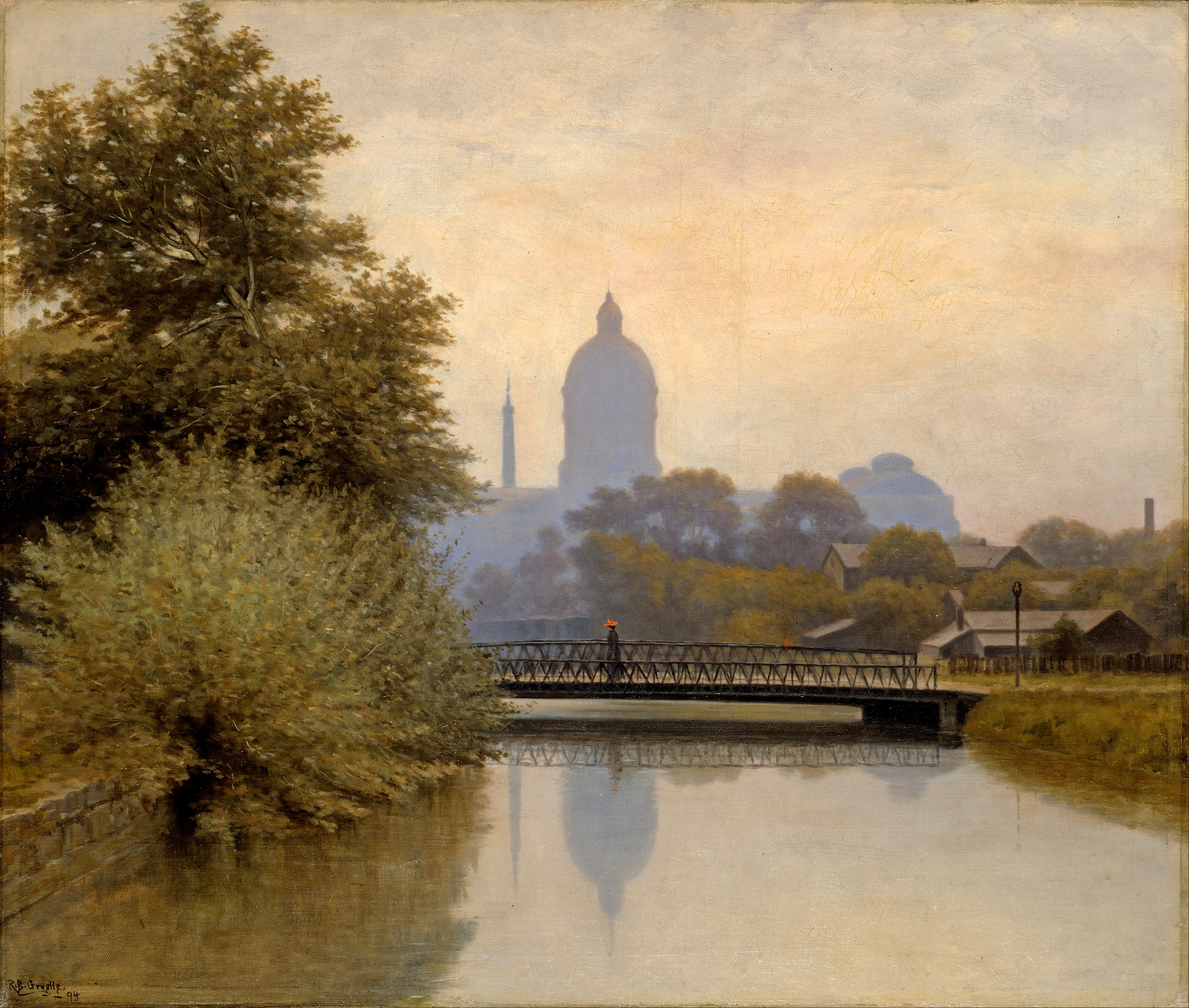
Richard Buckner Gruelle: The Canal Morning Effect, 1894. Indianapolis Museum of Art

Der Impressionismus entstand Mitte des 19. Jahrhunderts in Frankreich als Gegenbewegung zur akademischen Malerei des Pariser Salons. Die impressionistische Malweise war geprägt von kurzen, farbintensiven Pinselstrichen und dem Versuch, Lichtverhältnisse und Stimmungen einzufangen. Diese Ideen fanden auch in den USA Anklang. die Mitglieder der Hoosier Group, die teilweise in Europa, insbesondere in München, studiert hatten, übernahmen die Prinzipien des französischen Impressionismus.

## Mitglieder
- T. C. Steele (1847–1926): Theodore Clement Steele gilt als der bekannteste Vertreter der Gruppe. Nach ersten Studien in Indiana studierte er ab 1880 in München, unter anderem bei Gyula Benczúr und Ludwig von Löfftz. Nach seiner Rückkehr nach Indiana wurde er zu einer zentralen Figur der dortigen Kunstszene. Er unterhielt ein Atelierhaus in Indianapolis sowie das sogenannte House of the Singing Winds in Brown County. Steele war zweimal verheiratet und starb im Jahr 1926.
- William Forsyth (1854–1935): Geboren in Ohio, zog Forsyth früh nach Indiana. Nach ersten Studien an der Indiana School of Art studierte er ab 1882 ebenfalls in München. Nach seiner Rückkehr arbeitete er in verschiedenen Städten Indianas. 1906 wurde er Dozent am John Herron Art Institute in Indianapolis, wo er bis zu seiner Entlassung infolge der Weltwirtschaftskrise im Jahr 1933 tätig war.
- John Ottis Adams (1851–1927): Adams studierte zunächst in London und später – wie mehrere Gruppenmitglieder – in München. Nach seiner Rückkehr war er in Muncie und später in Indianapolis tätig. Gemeinsam mit Forsyth gründete er 1889 die Muncie Art School. Er war Mitbegründer des John Herron Institute, aus dem später das Indianapolis Museum of Art hervorging.
- Otto Stark (1859–1926): Stark erhielt seine Ausbildung unter anderem an der Art Students League of New York sowie an der Académie Julian in Paris. Nach dem Tod seiner Frau kehrte er 1891 mit seinen vier Kindern nach Indianapolis zurück und nahm eine Lehrtätigkeit an der Emmerich Manual High School auf. Er war Mitglied der Society of Western Artists und stellte unter anderem auf der Weltausstellung 1904 in St. Louis aus.
- Richard Gruelle (1851–1914) war der einzige Künstler der Hoosier Group ohne europäische Ausbildung. Er war Autodidakt und arbeitete zunächst als Maler von Grabporträts. Er lebte und arbeitete unter anderem in Illinois, Florida, Ohio, New York und Connecticut. In Indianapolis war er als Illustrator für das James Whitcomb Riley House tätig. 1894 nahm er an der Ausstellung in Chicago teil, durch die die Gruppe bekannt wurde.

## Werke
Werke der Hoosier Group finden sich in zahlreichen öffentlichen und privaten Sammlungen, vor allem in Indiana. Bedeutende Werkkomplexe befinden sich in folgenden Institutionen:
- Haan Mansion Museum of Indiana Art, Lafayette – weltweit größte Indiana-Kunstausstellung, mit über 100 Gemälden der Gruppe
- Indianapolis Museum of Art (früher Herron Art Institute)
- Indiana State Museum, Indianapolis
- Richmond Art Museum
- David Owsley Museum of Art, Muncie
- Swope Art Museum, Terre Haute
- DePauw University, Greencastle
- Columbia Club Indianapolis und weitere Sammlungseinrichtungen